# Військовий корабель

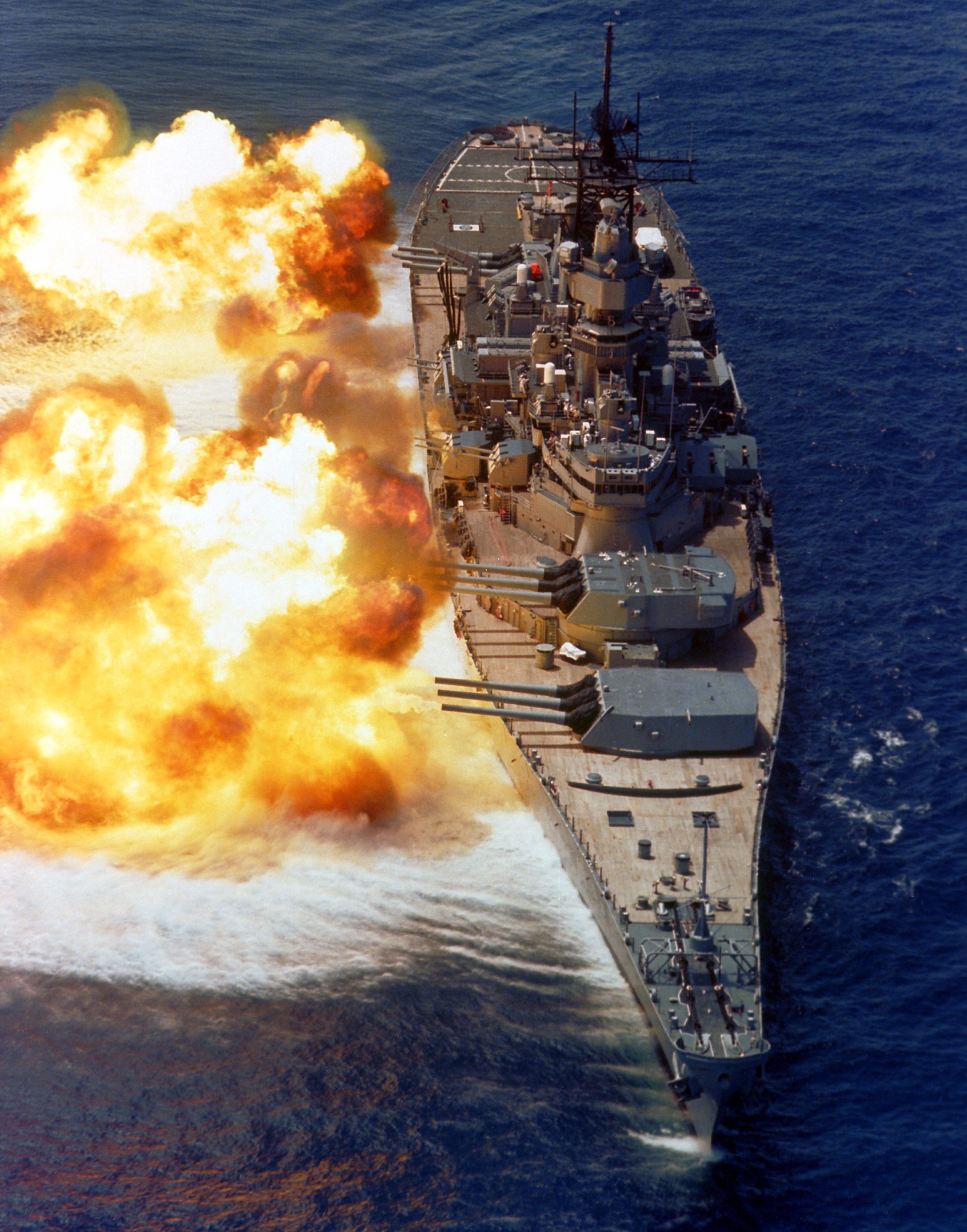
Лінійний корабель «Айова» ВМС США (15 серпня 1984 року)

Ця стаття тільки про сучасні військові кораблі. Про історію кораблебудування і їхнього бойового застосування див. Корабель.
Військо́вий корабе́ль — корабель, який належить збройним силам будь-якої держави, має зовнішні розпізнавальні знаки державної належності, знаходиться під командуванням офіцера, який перебуває на службі уряду цієї держави та прізвище якого занесене до відповідного списку військовослужбовців, а також укомплектований екіпажем, який підпорядковується регулярній дисципліні. В Україні до військових кораблів відносяться кораблі Військово-Морських Сил Збройних Сил України та Морської охорони Державної прикордонної служби України.
Українське законодавство надає таке визначення: «Військовий корабель — це корабель (судно), що входить до складу Збройних Сил України (інших утворених відповідно до законів України військових формувань), має зовнішні розпізнавальні знаки державної належності та є під командуванням особи, яка перебуває на військовій службі. В окремих випадках судна забезпечення можуть перебувати під командуванням працівника».
Військовий корабель, призначений для виконання бойових завдань — бойовий корабель. Основним бойовим призначенням корабля є знищення або послаблення сил і засобів противника бойовим впливом. З цією метою на бойових кораблях встановлюється декілька видів корабельної зброї: ракетна, артилерійська, мінна, торпедна, засоби ППО тощо. Кожен корабель виконує бойові завдання як самостійно, так і у взаємодії з іншими кораблями, авіацією, береговими ракетно-артилерійськими частинами, морською піхотою, а також частинами інших видів збройних сил.
Військовий корабель, що перебуває під прапором певної держави, має суверенний імунітет проти втручання офіційних осіб іншої держави: військові кораблі є власністю держави прапора, і де б вони не перебували, підкоряються тільки її законам.

## Класифікація сучасних бойових кораблів і катерів
Залежно від призначення, озброєння і тактико-технічних елементів, військові кораблі діляться на типи: типи кораблів складають кораблі з однаковим бойовим призначенням та основним озброєнням. У межах типів, з урахуванням дальності плавання, тоннажу або спеціалізації, — на класи. Клас (проєкт) складають кораблі, які збудовані за одним чи подібним проєктом, мають одні тактико-технічні характеристики, мало відрізняються від інших кораблів класу (підкласу) корабельною архітектурою, конструктивними деталями і технічною оснащеністю. У ряді флотів з метою визначення старшинства командирів кораблі також діляться на ранги. У ВМС ЗС України існує чотири ранги кораблів. Вищий — перший.
Існує деяка плутанина у співвідношенні термінів тип і клас. У західних класифікаційних схемах клас кораблів — це серія кораблів подібної конструкції. У західній класифікації клас — це дрібніша класифікаційна одиниця, ніж тип корабля. Тип об'єднує кораблі, дещо схожі за тоннажем та планованим призначенням. Наприклад, USS Carl Vinson — атомний авіаносець (тип корабля) класу Nimitz (клас корабля). В Україні вся військова справа тривалий час перебувала під впливом північного сусіда, відповідно переважна більшість статей, навіть прямо перекладених з інших, ніж російська, мов, називають тип класом, а клас типом. Для кращого розуміння, читаючи статті про класифікаційні групи кораблів, бажано зважати на їхні назви в англійській мовній версії.
У країнах, як США, при плануванні військово-морського флоту, планові показники першого корабля відповідного класу мали пройти затвердження Конгресом, і відповідно назва цього першого корабля частіше за все приймалась за назву всього класу наступних за ним кораблів. Відповідно, перший корабель класу мав найменший бортовий номер у класі. В часи Другої світової війни будувалось дуже багато кораблів на різних корабельнях, різними темпами, тому в нумерації цих кораблів виникали нюанси.
| Зображення                                                                    | Найменування типу (підтипу)                     | Найменування типу (підтипу) | Класифікаційні ознаки                                                                                      | Класифікаційні ознаки                                      | Класифікаційні ознаки                                                                |
| Зображення                                                                    | Повне                                           | Аббр.                       | Основне призначення                                                                                        | Інші завдання                                              | Конструктивні особливості                                                            |
| ----------------------------------------------------------------------------- | ----------------------------------------------- | --------------------------- | --- | ---------------------------------------------------------- | ------------------------------------------------------------------------------------ |
| Підводні човни                                                                |                                                 |                             | |                                                            |                                                                                      |
| 1. Підводні човни атомні                                                      |                                                 |                             | |                                                            |                                                                                      |
| РПКСН проєкту 667БДРМ (Росія)                                                 | Підводний човен атомний з ракетами балістичними | ПЧАРБ SSBN                  | Знищення групи стратегічних наземних цілей                                                                 | Знищення групи надводних кораблів                          | Атомна енергетична установка, міжконтинентальні балістичні ракети                    |
|                                                                               | Багатоцільовий підводний човен атомний          | ПЧА SSN                     | Знищення наземних цілей, підводних човнів і надводних кораблів на океанському морському театрі воєнних дій | Розвідка, постановка мінних загороджень                    | Атомна енергетична установка, відсутність міжконтинентальних балістичних ракет       |
| 2. Неатомні підводні човни                                                    |                                                 |                             | |                                                            |                                                                                      |
| НАПЧ типу 212 (Німеччина)                                                     | Багатоцільовий підводний човен                  | НАПЧ/ДПЧ SSI/SSK            | Знищення наземних цілей, підводних човнів і надводних кораблів на морському театрі воєнних дій             | Розвідка, постановка мінних загороджень                    | Дизель-електрична або анаеробна енергетична установка, тоннаж понад 200 т.           |
| ПЧСП проєкту 940 (СРСР)                                                       | Підводний човен спеціального призначення        | ПЧСП SSA                    | Виконання рятувальних і дослідницьких завдань                                                              | Виконання спеціальних завдань                              | Залежно від призначення                                                              |
| НМПЧ «Тритон-2» проєкту 908 (СРСР)                                            | Надмалий підводний човен                        | НМПЧ SSM                    | Доставка і висадка розвідувально-диверсійних груп                                                          | Розвідка                                                   | Носії водолазів-розвідників, тоннаж до 200 т.                                        |
| Надводні кораблі                                                              |                                                 |                             | |                                                            |                                                                                      |
| 1. Авіаносці                                                                  |                                                 |                             | |                                                            |                                                                                      |
| АВБА Nimitz (CVN-68) ВМС США                                                  | Авіаносець багатоцільовий атомний               | АВБА CVN                    | Знищення наземних цілей, надводних кораблів і підводних човнів                                             | ППО і ПЧО оперативного з'єднання (ОЗ)                      | Атомна енергетична установка, суцільна польотна палуба, тоннаж понад 60000 т.        |
| АВБ Giuseppe Garibaldi (551) ВМС Італії                                       | Авіаносець багатоцільовий                       | АВБ CV                      | Знищення наземних цілей, надводних кораблів і підводних човнів                                             | ППО і ПЧО оперативного з'єднання                           | Неатомна енергетична установка, суцільна польотна палуба, тоннаж до 60000 т.         |
| 2. Універсальні бойові кораблі основних класів                                |                                                 |                             | |                                                            |                                                                                      |
| РКР «Москва» проєкту 1164 ЧФ РФ                                               | Крейсер                                         | КР CG                       | Знищення наземних цілей, надводних кораблів і підводних човнів                                             | ППО і ПЧО оперативних з'єднань                             | Тоннаж понад 10000 т або за національною класифікацією                               |
| ЕМ Arleigh Burke (DDG 51) ВМС США                                             | Ескадрений міноносець (есмінець)                | ЕМ DDG                      | Знищення наземних цілей, надводних кораблів і підводних човнів, ППО і ПЧО оперативних з'єднань             | ППО і ПЧО ДесЗ, конвоїв тощо                               | Тоннаж від 6000 до 10000 т або за національною класифікацією                         |
| Фрегат McInerney (FFG 8) ВМС США                                              | Фрегат                                          | ФР FFG                      | Знищення надводних цілей, ППО і ПЧО ДесЗ і конвоїв                                                         | Знищення наземних цілей, ППО і ПЧО ОЗ                      | Тоннаж від 2000 до 6000 т або за національною класифікацією                          |
| Корвет Helsingborg (К32) ВМС Швеції                                           | Корвет (малий фрегат)                           | КРВ FG                      | Знищення надводних цілей, ППО і ПЧО ДесЗ і конвоїв                                                         | Знищення наземних цілей, ППО і ПЧО ОЗ                      | Тоннаж від 500 до 2000 т або за національною класифікацією                           |
| 3. Бойові катери                                                              |                                                 |                             | |                                                            |                                                                                      |
| РКА проєкту 1241 ВМФ СРСР                                                     | Ракетний катер                                  | РКА FSG                     | Знищення надводних кораблів                                                                                | Знищення наземних цілей                                    | Тоннаж до 500 т, керована ракетна зброя                                              |
| РКА Norrtälje (T133) ВМС Швеції                                               | Торпедний катер                                 | ТКА PTF                     | Знищення надводних кораблів                                                                                | Знищення підводних човнів                                  | Тоннаж до 500 т, торпедні апарати                                                    |
| АКА «Скадовськ» (U120) ВМС України                                            | Патрульний катер                                | ПКА PGG                     | Знищення малих надводних і берегових цілей                                                                 | Мінні постановки                                           | Тоннаж до 500 т, розвинене артилерійське озброєння                                   |
| 4. Кораблі протимінної оборони                                                |                                                 |                             | |                                                            |                                                                                      |
| Мінний загороджувач Ãlvsborg ВМС Швеції                                       | Загороджувач мінний                             | ЗМ ML/MCS                   | Постановка мінних загороджень, постановка сітьових загороджень                                             | Управління силами ПМО, забезпечення дій тральщиків         | Спеціальний мінний трюм, пристрої для їх постановки                                  |
| ТЩ-ШМ Rauma ВМС Норвегії                                                      | Тральщик-шукач мін                              | ТЩ-ШМ MCM/MHS               | Пошук і знищення мін на океанському морському театрі воєнних дій                                           | Постановка мінних загороджень                              | Спеціальне озброєння для пошуку і знищення мін по курсу корабля                      |
| МТЩ «Чернігів» (U310) ВМС України                                             | Морський тральщик                               | МТЩ MSO                     | Пошук і знищення мін на океанському морському театрі воєнних дій                                           | Постановка мінних загороджень                              | Тоннаж понад 900 т, мінний трал                                                      |
| БТЩ проєкту 254 ВМС Албанії                                                   | Базовий тральщик                                | БТЩ MSI                     | Пошук і знищення мін у прибережних районах і вузькостях                                                    | Постановка мінних загороджень                              | Тоннаж від 300 до 900 т, мінний трал                                                 |
| РТЩ проєкту 207 ВМС Польщі                                                    | Рейдовий тральщик                               | РТЩ MSC                     | Пошук і знищення мін у бухтах, на рейдах і в річках                                                        | Постановка мінних загороджень                              | Тоннаж до 300 т, мінний трал                                                         |
| 5. Амфібійні сили                                                             |                                                 |                             | |                                                            |                                                                                      |
| УДК Wasp (LHD 1) ВМС США                                                      | Універсальний десантний корабель                | УДК LHD/LHA                 | Перевезення і висадка морського десанту з використанням десанто-висадочних засобів                         | Управління ОЗ, ударні операції з використанням вертольотів | Тоннаж понад 30000 т, суцільна польотна палуба, ангар, докова камера                 |
| ДВКД San Antonio (LPD-17) ВМС США                                             | Десантний вертольотоносний корабель-док         | ДВКД LPD/LPA                | Перевезення і висадка морського десанту з використанням десанто-висадочних засобів                         | Ударні операції з використанням вертольотів                | Тоннаж від 15000 до 30000 т, суцільна польотна палуба або кормова ЗПС, докова камера |
| ДТД Harpers Ferry (LSD-49) ВМС США                                            | Десантний транспорт-док                         | ДТД LSD                     | Перевезення і висадка морського десанту з використанням десанто-висадочних засобів                         | Перевезення військ і вантажів                              | Тоннаж від 8000 до 15000 т, докова камера, можлива наявність ЗПС                     |
| ТДК Sumter ВМС США (зараз Chong-Ping ВМС Тайваню)                             | Танко-десантний корабель                        | ТДК LST                     | Перевезення і висадка морського десанту безпосередньо на берег                                             | Перевезення військ і вантажів                              | Твіндек для техніки десанту, щонайменше одна апарель                                 |
| ВДК «Цезарь Куніков» проєкту 775М ЧФ РФ                                       | Великий десантний корабель                      | ВДК LSTM                    | Перевезення і висадка морського десанту на плав або безпосередньо на берег                                 | Перевезення військ і вантажів                              | Тоннаж понад 1000 т, твіндек для техніки десанту, щонайменше одна апарель            |
| ДКПП проєкту 1232.2 ВМФ РФ                                                    | Малий десантний корабель                        | МДК LCM/ACVM                | Перевезення і висадка морського десанту на плав або безпосередньо на берег                                 | Перевезення військ і вантажів                              | Тоннаж від 500 до 1000 т, щонайменше одна апарель                                    |
| ДКАПП проєкту 1205 ВМФ РФ                                                     | Десантний катер                                 | ДКА LCU/ACV                 | Перевезення і висадка морського десанту на плав або безпосередньо на берег                                 | Перевезення військ і вантажів                              | Тоннаж до 500 т                                                                      |
| 6. Кораблі спеціального призначення                                           |                                                 |                             | |                                                            |                                                                                      |
| КУ «Славутич» ВМС України                                                     | Корабель управління                             | КУ AGF                      | Управління оперативним з'єднанням                                                                          | Радіоелектронна розвідка                                   | Розвинені радіоелектронні засоби                                                     |
| КВК «Маршал Нєдєлін» ВМФ СРСР                                                 | Корабель вимірювального комплексу               | КВК AGM                     | Ведення траєкторних вимірювань польоту ракет і космічних апаратів, зв'язок з ними                          | Радіоелектронна розвідка                                   | Розвинені радіоелектронні засоби                                                     |
| СРЗК «Юпітеєр» ВМФ СРСР (зараз корабель управління ВМС України «Сімферополь») | Розвідувальний корабель                         | РЗК AGIM                    | Радіоелектронна розвідка                                                                                   | Доставка розвідувально-диверсійних груп                    | Розвинені радіоелектронні засоби з великою кількістю антен                           |
| УК «Перекоп» ВМФ РФ)                                                          | Навчальний корабель                             | УК AX                       | Забезпечення бойової підготовки особового складу                                                           | Виконання функцій КУ, військові перевезення                | Велика кількість запасних місць, навчальні класи                                     |